# Orazio Farnese
Orazio Farnese, III duca di Castro (Valentano, febbraio 1532 – Hesdin, 18 luglio 1553), è stato un nobile italiano appartenente al Casato dei Farnese.

## Biografia

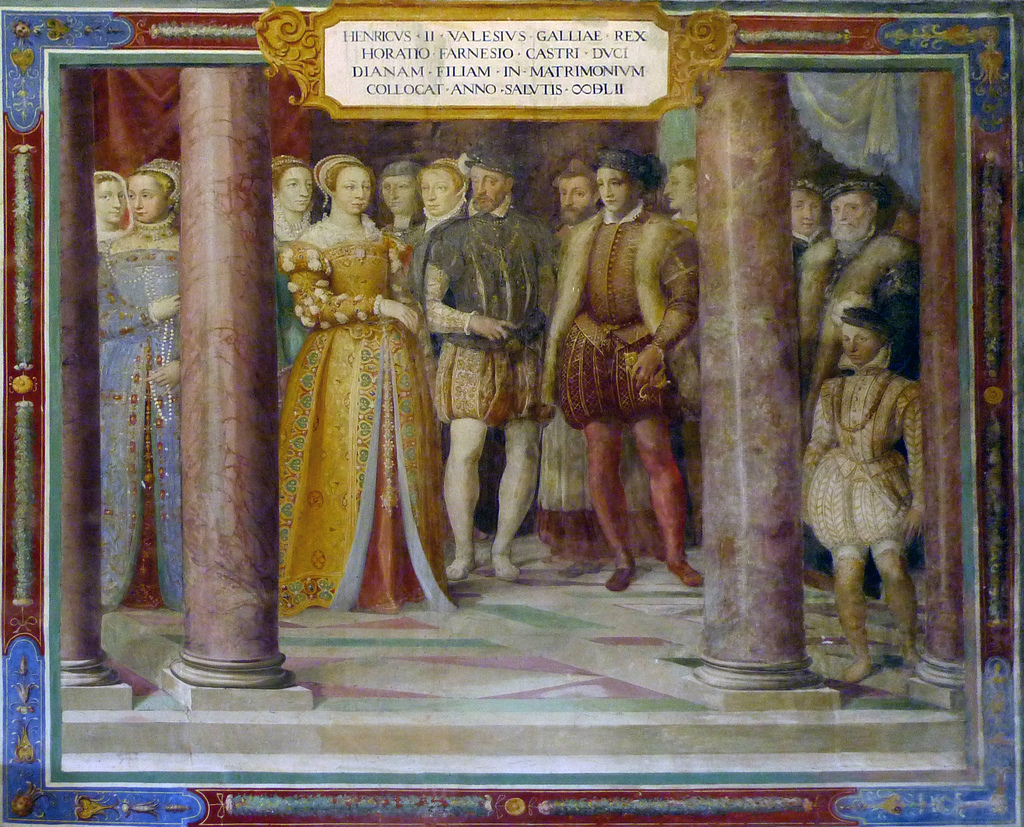
Taddeo Zuccari
Matrimonio di Orazio Farnese con Diana di Francia (Villa Farnese)

Quintogenito di Pier Luigi Farnese e Gerolama Orsini, Orazio Farnese nacque nel castello di Valentano nel periodo che passò tra il ritiro a vita privata del padre e l'elevazione al soglio pontificio del nonno Paolo III. Era fratello dei cardinali Ranuccio Farnese e Alessandro Farnese e di Ottavio Farnese, duca di Parma.
Nel 1543, secondo la politica di equidistanza tra Francia e Impero seguita da Paolo III, fu mandato ad apprendere le tradizioni della cavalleria alla corte di Francesco I di Francia.
Nel giugno del 1547 gli agenti del papa e quelli del re Enrico II di Francia firmarono un contratto che riguardava il matrimonio tra Orazio e Diana, la figlia del re. Orazio ricevette la promessa del ducato di Castro, di 200.000 scudi e di una rendita di 25.000 scudi costituita in Italia.
Alla morte di Pier Luigi, avvenuta sempre nel 1547, Orazio venne investito del Ducato di Castro e della carica di prefetto di Roma.
Nel 1551, in occasione della guerra di Parma, Orazio perse la carica di Prefetto di Roma ed ebbe il Ducato di Castro sotto sequestro con guarnigioni pontificie posizionate in ogni roccaforte.
Nel 1552, a pace fatta, papa Giulio III gli restituì il ducato.
Il matrimonio tra Orazio e Diana fu, infine, celebrato a Parigi il 13 febbraio 1553. Il ménage degli sposi fu a intero carico di Enrico II di Francia.

Ma il destino era in agguato. Durante l'estate del 1553 Orazio si trovava a Hesdin, una piccola città di frontiera dell'Artois, quando Filiberto di Savoia ne intraprese l'assedio per conto di Carlo V: il 18 luglio 1553, il duca di Castro fu ucciso da un'archibugiata, lasciando Diana vedova dopo appena 5 mesi e cinque giorni di matrimonio.
Orazio non lasciò eredi per cui il Ducato di Castro tornò al fratello Ottavio.

## Ascendenza
|                    |                |                               | Genitori        |  |  | Nonni |  |  | Bisnonni                   |  |  | Trisnonni                   |  |
|                    |                |                               |                 |  |  |       |  |  | Pier Luigi Farnese Seniore |  |  | Ranuccio Farnese il Vecchio |  |
|                    |                |                               |                 |  |  |       |  |  | Pier Luigi Farnese Seniore |  |  | Ranuccio Farnese il Vecchio |  |
|                    |                | Agnese Monaldeschi            |                 |  |  |       |  |  | Pier Luigi Farnese Seniore |  |  |                             |  |
| Papa Paolo III     |                |                               |                 |  |  |       |  |  | Pier Luigi Farnese Seniore |  |  |                             |  |
|                    |                | Giovanna Caetani di Sermoneta | Onorato Caetani |  |  |       |  |  |                            |  |  |                             |  |
|                    |                | Giovanna Caetani di Sermoneta | Onorato Caetani |  |  |       |  |  |                            |  |  |                             |  |
|                    |                | Giovanna Caetani di Sermoneta | Caterina Orsini |  |  |       |  |  |                            |  |  |                             |  |
| Pier Luigi Farnese |                | Giovanna Caetani di Sermoneta |                 |  |  |       |  |  |                            |  |  |                             |  |
|                    |                | Rufino Ruffini                | …               |  |  |       |  |  |                            |  |  |                             |  |
|                    |                | Rufino Ruffini                | …               |  |  |       |  |  |                            |  |  |                             |  |
|                    |                | Rufino Ruffini                | …               |  |  |       |  |  |                            |  |  |                             |  |
| Silvia Ruffini     |                | Rufino Ruffini                |                 |  |  |       |  |  |                            |  |  |                             |  |
|                    |                | Giovannella Caetani           | …               |  |  |       |  |  |                            |  |  |                             |  |
|                    |                | Giovannella Caetani           | …               |  |  |       |  |  |                            |  |  |                             |  |
|                    |                | Giovannella Caetani           | …               |  |  |       |  |  |                            |  |  |                             |  |
| Orazio Farnese     |                | Giovannella Caetani           |                 |  |  |       |  |  |                            |  |  |                             |  |
|                    | Niccolò Orsini | Aldobrandino II Orsini        |                 |  |  |       |  |  |                            |  |  |                             |  |
|                    | Niccolò Orsini | Aldobrandino II Orsini        |                 |  |  |       |  |  |                            |  |  |                             |  |
|                    | Niccolò Orsini | Bartolomea Orsini             |                 |  |  |       |  |  |                            |  |  |                             |  |
| Ludovico Orsini    | Niccolò Orsini |                               |                 |  |  |       |  |  |                            |  |  |                             |  |
|                    |                | Elena Conti                   | Grato Conti     |  |  |       |  |  |                            |  |  |                             |  |
|                    |                | Elena Conti                   | Grato Conti     |  |  |       |  |  |                            |  |  |                             |  |
|                    |                | Elena Conti                   | …               |  |  |       |  |  |                            |  |  |                             |  |
| Gerolama Orsini    |                | Elena Conti                   |                 |  |  |       |  |  |                            |  |  |                             |  |
|                    |                | Giacomo Conti                 | Grato Conti     |  |  |       |  |  |                            |  |  |                             |  |
|                    |                | Giacomo Conti                 | Grato Conti     |  |  |       |  |  |                            |  |  |                             |  |
|                    |                | Giacomo Conti                 | …               |  |  |       |  |  |                            |  |  |                             |  |
| Giulia Conti       |                | Giacomo Conti                 |                 |  |  |       |  |  |                            |  |  |                             |  |
|                    |                | Isabella Carafa               | …               |  |  |       |  |  |                            |  |  |                             |  |
|                    |                | Isabella Carafa               | …               |  |  |       |  |  |                            |  |  |                             |  |
|                    |                | Isabella Carafa               | …               |  |  |       |  |  |                            |  |  |                             |  |
|                    |                | Isabella Carafa               |                 |  |  |       |  |  |                            |  |  |                             |  |